# ریکوردر

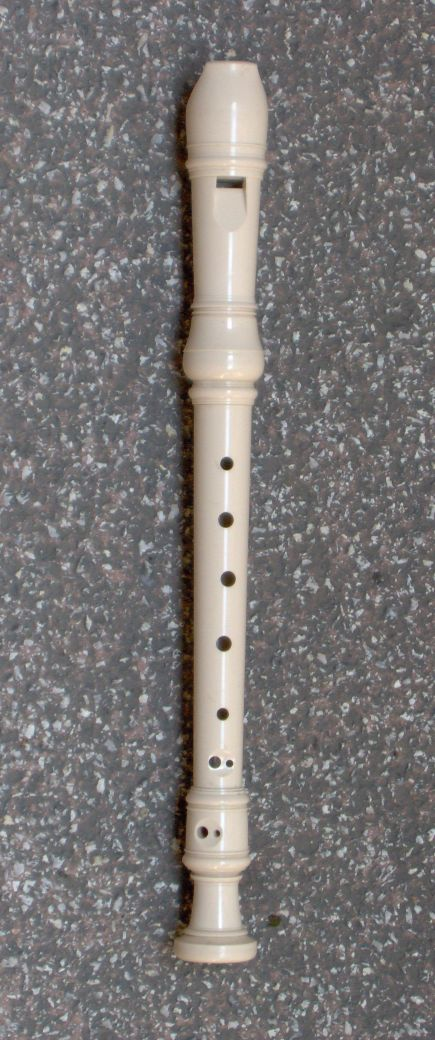
ریکوردر معمولی سوپرانو که محدودهٔ صوتی آن از دو پنجم تا ر هفتم است.

فلوت ریکوردر (به انگلیسی: Recorder) نام سازی بادی-چوبی، از خانودهٔ فلوت است. این ساز در محدوده‌های صوتی سوپرانو، آلتو، تنور و باس در دو اکتاو  و نیم موجود است. امروزه سوراخهای این ساز به دو نوع ریکوردر باروک و ریکوردر جِرمن طراحی می‌شود. این دو نوع ریکوردر، انگشت گذاریهای متفاوتی دارند. ریکوردر یک ساز مناسب برای آموزش موسیقی به کودکان است.

## تاریخچه
استفاده از ریکوردر در آثار آهنگسازانی چون هندل و باخ و ویوالدی به چشم می‌خورد. گرچه این ساز از قرن هجدهم میلادی به عنوان سازی برای نوازندگی حرفه‌ای مورد استفاده قرار می‌گرفت، امروزه علاوه بر کاربرد حرفه‌ای، استفادهٔ آموزشی برای کودکان نیز دارد.

## محدودهٔ صوتی
محدودهٔ صوتی این ساز حدود دو اکتاو است و در انواع مختلفی موجود است:
- تنور
- باس
- گریت باس
- کنتراباس
- آلتو
- زیر یا سوپرانو
- سوپرانینو

| در دو                                               | گسترهٔ آوایی | در فا                                | گسترهٔ آوایی |
| --------------------------------------------------- | ----------- | ------------------------------------ | ----------- |
| گارکلین در C6 یا سوپرانیسیمو یا پیکولو              |             | سوپرانینو در F5 یا فلاوتینو          |             |
| سوپرانو در C5 یا descant بشنوید                     |             | آلتو در F4 یا تربل                   |             |
| tenor در C4                                         |             | باس در F3                            |             |
| باس بزرگ در C3 یا کوارت‌باس                          |             | کنتراباس در F2 یا باس بزرگ یا ساب‌باس |             |
| sub-great bass در C2 یا کنتراباس بزرگ یا contrabass |             | ساب‌کنتراباس in F1 یا دابل‌کنتراباس    |             |

## آثار
- تویی جورج تاکر، آهنگساز و نوازندهٔ ریکوردر آمریکایی:
  - سونات برای تک‌نوازی ریکوردر
  - سونات برای دو ریکوردر
  - سونات دوم برای تک‌نوازی ریکوردر
  - آمورسو
  - آمورسو ۲ برای ریکوردر یا نوع دیگری از فلوت
  - لارگتو
  - ۵ دوئت برای هم‌نوازی دو ریکوردر
  - تریو (سه‌نوازی) برای سه ریکوردر
- گیورگ فیلیپ تیلمان، آهنگساز آلمانی دورهٔ باروک
  - سوناتی برای دو ریکوردر